# Филд-триалсы
Филд-триалсы — состязания охотничьих собак в полевых условиях. Начались в 1860-х годах в Великобритании (первое такое состязание было проведено в 1865 году в Бердфордшире), в скором времени приобрели огромную популярность и впоследствии получили распространение в ряде других государств. Ныне, помимо Великобритании, они проводятся в Ирландии и США. Организуются, как правило, кинологическими клубами или иными обществами псовой охоты. Причиной начала проведения таких состязаний стала сложившаяся к середине XIX века негативная тенденция среди собакозаводчиков обращать внимание в первую очередь на внешние формы выводимых пород в ущерб их полевым качествам. Программа филд-триалса обычно намного сложнее, чем в так называемых «охотничьих тестах», поэтому для участия в ней от собаки требуется более высокий уровень физической подготовки и навыков; кроме того, филд-триалсы проводятся в первую очередь для заводчиков собак, тогда как «охотничьи тесты» — для владельцев. Филд-триалсы имеют множество правил: например, собаки не могут выступать в ошейниках.
В зависимости от конкретного клуба, проводящего испытание, и конкретной породы (ретривер, поинтер, сеттер, спаниель) программа состязаний может существенно различаться: например, часто проводятся отдельные состязания для собак, охотящихся первый год, и отдельно — для более опытных, где программа более сложная. Нередко собаки должны соответствовать определённым стандартам, чтобы в принципе иметь шанс быть допущенным к филд-триалсам; к таковым, в частности, относятся общее состояние здоровья, психологическая устойчивость к звукам выстрелов, обязательное понимание конкретных команд. Существует также деление подобных состязаний на любительские и профессиональные: на первых в качестве участников имеют право выступать только непрофессионалы, тогда как на профессиональных участниками могут быть любыми.
Собак на состязание обычно выпускают попарно, устраивая затем состязания между победителями в первых парах, если это оказывается нужным. Испытывается такие охотничьи качества, как чутьё, быстрота и манера поиска, подводка и стойка, вежливость (послушание) и общая дрессировка, иногда — поноска и анонс. Испытания производятся преимущественно на открытых местах (на болотах, полях, по мелкому кустарнику), публично, особыми избранными судьями (которые назначаются клубом, организующим состязание, и также должны иметь соответствующую квалификацию). Кроме призов владельцам выигравших собак, выдаются также награды дрессировщикам этих собак, если дрессировщик не является владельцем.